# Landesamt für Umwelt, Naturschutz und Geologie Mecklenburg-Vorpommern
Das Landesamt für Umwelt, Naturschutz und Geologie (LUNG) ist eine wissenschaftlich-technische Fachbehörde des Landes Mecklenburg-Vorpommern. Das Landesamt ist den Ministerien für Landwirtschaft und Umwelt, Wirtschaft, Arbeit und Gesundheit sowie dem Ministerium für Inneres und Europa zugeordnet. Es hat seinen Sitz in Güstrow mit Außenstellen in Schwerin, Stralsund, Greifswald und Sternberg.

## Organisation
Das Landesamt ist in fünf Abteilungen gegliedert.
- Abteilung 1: Allgemeine Abteilung
- Abteilung 2: Naturschutz und Naturparke
- Abteilung 3: Geologie, Wasser und Boden mit der Dezernatsgruppe „Geologischer Landesdienst“
- Abteilung 4: Umweltanalytik und Strahlenschutz
- Abteilung 5: Immissionsschutz und Abfallwirtschaft

Die Abteilungen sind wiederum in Dezernate als kleinste organisatorische Einheit gegliedert.

## Aufgaben
Die Behörde berät die Landesregierung und die Kommunen des Landes bei der Planung des für den Umweltschutz erforderlichen Maßnahmen. Zudem erfasst, dokumentiert und bewertet es den Zustand der Umwelt im Land Mecklenburg-Vorpommern. Abgedeckt werden dabei Wasser, Boden, Immissionen und Abfall sowie Naturschutz, Geologie und Strahlenschutz. Auch die Naturparke im Land sind dem LUNG zugeordnet.

## Geschichte
Das LUNG entstand zum 1. Januar 1999 aus der Zusammenlegung des Landesamts für Umwelt und Natur (LAUN) mit dem Geologischen Landesamt (GLA).
Bisherige Direktoren des LUNG:
- 1999–2006: Ingbert Gans
- 2006–2007: Reinhard Wiemer, kommissarisch
- 2007–2019: Harald Stegemann
- seit 2019: Ute Hennings